# Ordine al Merito Culturale (Costa d'Avorio)
L'Ordine al merito culturale è un ordine cavalleresco della Costa d'Avorio.

## Classi
L'ordine dispone delle seguenti classi di benemerenza:
- commendatore
- ufficiale
- cavaliere

| Nastri    |           |              |
| Cavaliere | Ufficiale | Commendatore |

## Insegne
- Il nastro è verde con al centro una sottile striscia arancione, bianca e verde scuro.